# Syzeuctus globiceps
Syzeuctus globiceps là một loài tò vò trong họ Ichneumonidae.